# Kenyaconger heemstrai
Genre
Espèce
Kenyaconger heemstrai est une espèce de poissons appartenant à la famille des Congridae, la seule du genre Kenyaconger.